# Oh! Lieve hemel
Oh! Lieve hemel (Frans: Passe-moi l'ciel)  is een komische Belgische stripreeks van scenarioschrijver Janry en tekenaar Stéphane De Becker, alias Stuf of Staif.
Hoofdpersonage is Sint-Pieter, die bij de hemelpoort zit om de overledenen naar de hemel of de hel te sturen. 
De reeks wordt uitgegeven door Dupuis.

## Albums
1. De volgende! (1999)
2. Infernovice (2000)
3. In de naam van de geestigen! (2001)
4. God allemachtig! (2003)
5. Met z'n allen richting Paradijs (2006)
6. Réservé aux membres (2012, niet in het Nederlands verschenen)
7. Tenue correcte exigée! (2015, niet in het Nederlands verschenen)